# Greg Nixon
Greg Nixon (12 settembre 1981) è un velocista statunitense, specializzato nei 400 metri piani.
In carriera è stato campione mondiale, sia outdoor che indoor, della staffetta 4×400 metri.

## Palmarès
| Anno | Manifestazione      | Sede           | Evento      | Risultato  | Prestazione | Note                                    |
| ---- | ------------------- | -------------- | ----------- | ---------- | ----------- | --------------------------------------- |
| 2007 | Giochi panamericani | Rio de Janeiro | 4×400 m     | Argento    | 3'02"44     |                                         |
| 2008 | Mondiali indoor     | Valencia       | 400 m piani | Batteria   | 47"64       |                                         |
| 2008 | Mondiali indoor     | Valencia       | 4×400 m     | Oro        | 3'06"79     | Miglior prestazione mondiale stagionale |
| 2010 | Mondiali indoor     | Doha           | 4×400 m     | Oro        | 3'03"40     | Miglior prestazione mondiale stagionale |
| 2011 | Mondiali            | Taegu          | 400 m piani | Semifinale | 45"51       |                                         |
| 2011 | Mondiali            | Taegu          | 4×400 m     | Oro        | 2'59"31     |                                         |

## Campionati nazionali
- 1 volta campione nazionale dei 400 m piani (2010)
- 1 volta campione nazionale indoor dei 400 m piani (2007)